# ストックトン伯爵
ストックトン伯爵（英語: Earl of Stockton）は、連合王国貴族の伯爵位。1984年に元首相ハロルド・マクミランが叙されたのに始まる。2022年現在、臣民に与えられた世襲貴族爵位としてはこの爵位が最後の物である。

## 歴史
保守党の政治家で1957年から1963年にかけて首相を務めたハロルド・マクミラン(1894–1986)は1984年2月に東サセックス州チェルウッド・ゲートおよびクリーヴランド州ストックトン＝オン＝ティーにおけるオーヴンデンのマクミラン子爵（Viscount Macmillan of Ovenden, of Chelwood Gate in the County of East Sussex and of Stockton-on-Tees in the County of Cleveland）およびストックトン伯爵（Earl of Stockton）に叙せられた
初代伯の長男マクミラン子爵(儀礼称号)モーリス・ヴィクター・マクミラン(1921–1984)は父に先立ったため、初代伯の死後には孫のアレクサンダー・マクミラン(1943-)が爵位を継承した。彼が2017年現在も当主である。
邸宅はデヴォン・ストウフォードにあるヘイン・マナー(Hayne Manor)である。

## 現当主の保有爵位
現当主アレクサンダー・マクミランは以下の爵位を保有している。
- 第2代ストックトン伯爵 (2nd Earl of Stockton)
(1984年2月10日の勅許状による連合王国貴族爵位)
- 東サセックス州チェルウッド・ゲートおよびクリーヴランド州ストックトン＝オン＝ティーにおける第2代オーヴンデンのマクミラン子爵 (2nd Viscount Macmillan of Ovenden, of Chelwood Gate in the County of East Sussex and of Stockton-on-Tees in the County of Cleveland)
(1984年2月10日の勅許状による連合王国貴族爵位)

## ストックトン伯爵 (1984年)
- 初代ストックトン伯爵モーリス・ハロルド・マクミラン (1894–1986)
- 第2代ストックトン伯爵アレグザンダー・ダニエル・アラン・マクミラン（英語版） (1943-) 
  - 法定推定相続人は現当主の息子マクミラン子爵(儀礼称号)ダニエル・モーリス・アラン・マクミラン（英語版）(1974-)

## 系図
|                                                     |                                                     |                                                           |                                                     |                                                     |                                                     |  |  | 9代デヴォンシャー公 ヴィクター・キャヴェンディッシュ (1868-1938) |                                  |                                  |                                  |                                  |                                  |
| 1984年ストックトン伯                                |                                                     |                                                           |                                                     |                                                     |                                                     |  |  |                                                                  |                                  |                                  |                                  |                                  |                                  |
| 初代ストックトン伯 モーリス・マクミラン (1894-1986) | 初代ストックトン伯 モーリス・マクミラン (1894-1986) | 初代ストックトン伯 モーリス・マクミラン (1894-1986)       | 初代ストックトン伯 モーリス・マクミラン (1894-1986) | 初代ストックトン伯 モーリス・マクミラン (1894-1986) | 初代ストックトン伯 モーリス・マクミラン (1894-1986) |  |  | ドロシー・マクミラン (1900-1966)                                 | ドロシー・マクミラン (1900-1966) | ドロシー・マクミラン (1900-1966) | ドロシー・マクミラン (1900-1966) | ドロシー・マクミラン (1900-1966) | ドロシー・マクミラン (1900-1966) |
| 初代ストックトン伯 モーリス・マクミラン (1894-1986) | 初代ストックトン伯 モーリス・マクミラン (1894-1986) | 初代ストックトン伯 モーリス・マクミラン (1894-1986)       | 初代ストックトン伯 モーリス・マクミラン (1894-1986) | 初代ストックトン伯 モーリス・マクミラン (1894-1986) | 初代ストックトン伯 モーリス・マクミラン (1894-1986) |  |  | ドロシー・マクミラン (1900-1966)                                 | ドロシー・マクミラン (1900-1966) | ドロシー・マクミラン (1900-1966) | ドロシー・マクミラン (1900-1966) | ドロシー・マクミラン (1900-1966) | ドロシー・マクミラン (1900-1966) |
|                                                     |                                                     |                                                           |                                                     |                                                     |                                                     |  |  |                                                                  |                                  |                                  |                                  |                                  |                                  |
|                                                     |                                                     | マクミラン子爵(儀礼称号) モーリス・マクミラン (1921–1984) |                                                     |                                                     |                                                     |  |  |                                                                  |                                  |                                  |                                  |                                  |                                  |
|                                                     |                                                     |                                                           |                                                     |                                                     |                                                     |  |  |                                                                  |                                  |                                  |                                  |                                  |                                  |
|                                                     |                                                     | 2代ストックトン伯 アレグザンダー・マクミラン (1943-)      |                                                     |                                                     |                                                     |  |  |                                                                  |                                  |                                  |                                  |                                  |                                  |
|                                                     |                                                     |                                                           |                                                     |                                                     |                                                     |  |  |                                                                  |                                  |                                  |                                  |                                  |                                  |
|                                                     |                                                     | マクミラン子爵(儀礼称号) ダニエル・マクミラン (1974-)     |                                                     |                                                     |                                                     |  |  |                                                                  |                                  |                                  |                                  |                                  |                                  |